# Totobates antarcticus
Totobates antarcticus är en kvalsterart som beskrevs av Wallwork 1964. Totobates antarcticus ingår i släktet Totobates och familjen Liebstadiidae. Inga underarter finns listade i Catalogue of Life.